# 胡狼
胡狼，又名狐狼或豺狼，是分佈在非洲、亞洲及歐洲東南的三種（有時四種）犬科动物。胡狼與北美洲的郊狼有相似的生態位，專門捕獵細小至中等的動物。牠們的腳長，犬齒彎曲，適合獵食細小哺乳動物、鳥類及爬行動物。牠們的腳掌較大，肢骨融合，適合長距離奔跑，並可以維持每小時16公里的速度。牠們是夜間出沒的動物，尤其是在黎明及黃昏時分最為活躍。
胡狼是一夫一妻的，並以家庭為基本的社會單位。牠們會保護自己的領域，猛烈的追逐入侵的敵人，在領土以尿液及糞便劃界。這個領土的大小足以養大個別的幼狼，直至牠們可以建立自己的領土。小量的胡狼有時聚集一起，例如在吃腐肉時，但一般都是一對生活的。
一般認為所有犬科祖先的外觀及行為都像胡狼的。除了外表的相似，胡狼的物種之間並不非常接近。西門豺是狼的一種，但經趨同演化而獲得了狐或胡狼的外表，而其餘三種真胡狼則相信是於600萬年前分支出來。亞洲胡狼相信是在亞洲演化，而其他兩種則是在非洲演化。
胡狼的三個物種包括：
- 側紋胡狼 Lupulella adusta
- 黑背胡狼 Lupulella mesomelas
- 亞洲胡狼 Canis aureus

埃塞俄比亞狼（Canis simensis）有時被稱為西門豺，但卻是狼的近親。
古埃及處置遺體及地獄的神是阿努比斯，其形象就是人身胡狼頭。

## 外部連結
- （英文）Between Wolf and Jackal